# Úboč
Úboč là một làng thuộc huyện Domažlice, vùng Plzeňský, Cộng hòa Séc.